# Блу Спрингс (Мисури)
Блу Спрингс (енгл. Blue Springs) град је у америчкој савезној држави Мисури.

## Демографија
По попису из 2010. године број становника је 52.575, што је 4.495 (9,3%) становника више него 2000. године.
| Група             | 2000.          | 2010.          |
| Белци             | 44.045 (91,6%) | 44.463 (84,6%) |
| Афроамериканци    | 1.410 (2,9%)   | 3.257 (6,2%)   |
| Азијати           | 465 (1,0%)     | 654 (1,2%)     |
| Хиспаноамериканци | 1.329 (2,8%)   | 2.618 (5,0%)   |
| Укупно            | 48.080         | 52.575         |